# 聽說
《聽說》是一部2009年的台灣電影，由台灣導演鄭芬芬所執導，陳意涵、陳妍希及彭于晏主演，该電影於2009年8月28日在台灣上映。應為宣傳台北聽障奧運而拍的電影。韓國2024年亦由洪慶、盧允瑞與金玟周主演翻拍。

## 情節
秧秧（陳意涵飾）常在選手訓練泳池旁為參加聽障奧運的姊姊小朋（陳妍希飾）加油，一心想成就姊姊的夢想打多份工。天闊（彭于晏飾）某天替聽障游泳隊員送便當，巧見秧秧和小朋用手語對話，上前用手語攀談，使秧秧誤以為天闊是聽障。隨後秧秧摔車，天闊隨即載她去醫院，甚至跟她要了即時通的帳號。 
家裡開燒臘店的天闊為了製造兩人邂逅的機會，總是特地留一個便當給秧秧，甚至自燉煲湯加料和製作愛心便當給秧秧。秧秧感動之餘，仍是堅持手頭充裕之後一併還清。秧秧的打工是雕像藝術的街頭藝人，天闊等到秧秧工作結束後，一同前去寧夏夜市吃湯麵，兩人卻因用零錢支付時的溝通誤會而發生口角。小朋獨自待在公寓，樓上失火而使得睡著的小朋喉嚨嗆傷送醫住院，亦造成失去參加聽奧的資格。秧秧對此事十分自責與內疚，也因為要照顧小朋，遂決定斷絕跟天闊的連絡。
天闊想要挽回對秧秧的情感，想盡辦法讓秧秧開心，送她玻璃水鳥的存錢筒，甚至是扮成樹木在秧秧家門口等候，但秧秧卻不領情。小朋被取消資格而喝酒晚歸，引起秧秧的愧疚。小朋向秧秧表明不應該再依附她的夢想，應該要有自己的人生，找尋屬於自己的夢想，姊妹倆經過手語溝通後相擁而泣。最後秧秧悄悄地在燒臘店留下還清的便當錢，天闊也詢問原不同意的父母能否接受他與聽障交往，在支持之下，天闊隨即前去向秧秧表明心意。
天闊在游泳池，背對著秧秧自我排演對話，邀她來家裡打工。隔日，天闊帶著秧秧見父母，父母倆也用事先準備好的紙板寫上字句與秧秧溝通。正詢問秧秧是否有願意嫁給天闊的意願時，秧秧突然開口說出「我願意」。眾人震驚之餘，才曉得秧秧並不是聽障，而秧秧當初也誤以為天闊聽不見，所以兩人先前属于是談了一段聽不見的戀愛。

## 演員列表
| 演員   | 角色     | 人物簡介、關係                                                        |
| 陳意涵 | 林秧秧   | 照顧聽障姊姊的活潑少女，甜美的外型中懷著感人至深的真情。              |
| 陳妍希 | 林小朋   | 林秧秧之姐。 聽障奧運選手，但因喉嚨嗆傷而放棄參賽，四年後重新參加聽奧 |
| 彭于晏 | 黃天闊   | 某天替聽障游泳隊員送便當，對秧秧一見鍾情。                            |
| 林美秀 | 黃母     | 「黃記燒臘店」老板娘、黃天闊之母                                      |
| 羅北安 | 黃父     | 「黃記燒臘店」老板、黃天闊之父                                        |
| 曾允助 | 林父     | 林秧秧與林小朋之父                                                    |
| 劉俊宏 | 教練     | 游泳教練                                                              |
| 余科宏 | 教練     | 助理教練                                                              |
| 陳麗如 | 隊員     | 聽障游泳隊員                                                          |
| 尤俊志 | 隊員     | 聽障游泳隊員                                                          |
| 余虹萱 | 隊員     | 聽障游泳隊員                                                          |
| 朱宣潔 | 隊員     | 聽障游泳隊員                                                          |
| 徐偉軒 | 隊員     | 聽障游泳隊員                                                          |
| 鍾志誠 | 隊員     | 聽障游泳隊員                                                          |
| 白妝如 | 親友     | 聽障游泳隊員親友                                                      |
| 周紹瑋 | 特技人員 | 單車特技人員                                                          |
| 張嘉耘 | 路人     | 路人甲                                                                |
| 李龍禹 | 路人     | 路人乙                                                                |
| 萬鈞傑 | 少年     | 滑板少年                                                              |
| 溫舜博 | 少年     | 滑板少年                                                              |

- 街頭表演樂團：痞克四
- 佛朗明哥舞者：陳素真、汪閔閔
- 雜耍團：宋虹蒲、趙偉辰
- 默劇小丑：黃觀瑜
- 街舞少年：陳博彥
- 人像畫家：徐伯政
- 麵攤老闆：王裕檳
- 麵攤老闆娘：王杜惠珍
- 游泳競賽選手：詹惠棠、曾晉緯、李志德、羅仕林、蔡侑勳、陳厚生、魏子勛、曾至齊、鄭莞君、謝伯韶、許名琪、蔡孟恬、周曉波、聶廷宇、蔡恩雅、童郁嘉、張嘉玲、洪嘉懋
- 手語翻譯員：聶湘怡
- 童年小朋：曾若寧
- 童年秧秧：曾若恩
- 聲音演出：陳希聖
- 群眾演員：盧子揚
- 新竹縣聾啞福利協進會
- 博海文化演藝事業
- 竹北地區發展協會
- 新竹市聾啞福利協進會
- 美瑛傳播演藝工作室

## 票房
電影首映週末，台北票房即達89萬新台幣，全台票房達到160萬新台幣，超越2009年暑期檔的《不能沒有你》、《陽陽》和《野球孩子》等台灣電影，成為2009年純台灣資金與工作人員影片的開票冠軍。第二週，票房成長44%達到120萬，台北票房累積近300萬且全台票房達到500萬，成為2009年國片成長率最高電影。台北週末票房升到第五名，單廳票房在前十名中維持第三名，僅次於《變形金剛：復仇之戰》IMAX版和好萊塢愛情喜劇《愛情限時簽》。
第三週，台北僅剩八家戲院上映，但反倒開出151萬元的票房，與前週相比又成長27%。票房逆勢成長三成，是2009年9月11日到13日台北市週末票房排行前30名中唯一成長的電影。總票房累計至今，台北票房近600萬，全台票房確定破千萬。最終票房票房已突破2800萬。
香港方面，在同年的11月24日，曙光影視發行公司與香港慈善機構龍耳合作舉辦《聽說》慈善首映禮，並獲得演藝界人士親臨支持，亦獲得影評人一致讚賞。總票房累計至今，香港票房近80萬港元。

## 翻拍
韓國同名電影，由洪炅 (演員)、盧允瑞與金玟周主演，於2024年11月6日在韓國上映。

## 評價
- 配合2009年台北聽奧開幕，電影良好評價隨即在Plurk、Twitter和Facebook等微型部落格平台蔓延，且陸續有許多知名影評相繼推薦。
- 《海角七號》導演魏德聖稱讚：「這是一部非常好看、感人可愛的電影[7]。」
- 李行、王童以及朱延平等知名導演，亦對彭于晏和陳意涵演出大為讚賞，王童更為表示「看完後很驚豔，台灣需要這部電影，觀眾需要這部電影。」除了導演，金鐘影帝梁修身及影后王琄也紛紛為本片站台推薦。
- 著名製作人柴智屏表示：「不會因為沒有對白就感到枯燥無味或沒有感動，這一點我給予導演和演員很高的分數[8]。」
- 聽奧射擊女子25公尺手槍銀牌高雅茹表示：「讓我很感動的是，聽得到跟聽不到的人互動得很好，我看到他們瞭解我們聽不到的生活還有困難的地方，我覺得很棒[9]！」

## 榮耀
- 入圍2009年台湾电影《金馬獎》
- 國際費比西影評人獎
- 入圍台北電影獎劇情長片
- 演員陳妍希入圍2009年《金馬獎》最佳新人獎（角色：林小朋）
- 《聽說 電影原聲帶》入圍第21屆《金曲獎》流行音樂作品演奏類-最佳專輯獎、最佳專輯製作人獎
- Yahoo!奇摩舉辦網友《「今年非看不可的國片？」票選》獲得最高票數[10]
- 獲得第五屆日本大阪亞洲電影節唯一大獎「最受歡迎電影人氣大獎」

## 電影歌曲
1. Singing For Victory（鍾興民）
2. 讀心術（痞克四）
3. 復興路147巷19號的幸福（鍾興民）
4. 愛情來了（鍾興民）
5. Hear Me（黃韻玲）
6. 愛的姿態（鍾興民）
7. 以馬內利（鍾興民）
8. 讀心術（Demo）（痞克四）
9. 秋天的碧山岩（黃韻玲 vs. 鍾興民）
10. 聽說（鍾興民）
11. Love Opus 126（鍾興民）
12. 相信相依（鍾興民）
13. 就是要你聽見我的心（鍾興民）
14. 樹蔭底下（黃韻玲）
15. 讀心術（園遊會版）（痞克四）
16. 在世界屋頂唱歌（痞克四）

## 工作人員
- 出品人：焦雄屏、鄭芬芬
- 監製：焦雄屏
- 導演、編劇：鄭芬芬
- 製片人：陳希聖
- 策劃：吳敏惠
- 執行製片：蔡信弘
- 副導演：吳介民
- 助理導演：戴宇雯
- 場記：劉義峰
- 製片助理：呂學喻、廖旭欽、謝宇凱
- 攝影指導：秦鼎昌
- 攝影大助：張熙明
- 攝影助理：莊智凱、林志朋
- 燈光指導：李龍禹
- 燈光大助：呂慶鑫
- 燈光助理：陳志軒、林柏昌
- 剪接指導：廖慶松
- 剪接：顧曉芸
- 音樂：鍾興民、黃韻玲
- 音效：杜篤之
- 現場錄音師：朱仕宜
- 現場錄音助理：杜則剛
- 聲音剪接：郭禮杞、李伊琪、吳書瑤、曾雅寧
- 美術：黃千容
- 美術組：徐筱筠、梁碩麟
- 造型設計：陳姚君
- 服裝管理：李代雯
- 梳化妝：喬苓媛、畢宇雯
- 場務組：車連航
- 場務助理：李威霆、劉雋一
- 劇照：郭政彰、陳彥傑、陳昭旨
- 電工：陳孟宏
- 現場手語指導：聶湘怡、吳家瑜
- 手語老師：聶湘怡、吳家瑜、許晶喬、李俊樂
- 游泳指導：陳研君、陳志杰
- 游泳替身：葉起維
- 街頭表演指導：林曉君
- 攝影燈光器材：阿榮企業有限公司
- 場務器材：力榮影視器材有限公司、六福影視器材有限公司

### 後製
- FOLEY音效：郭禮杞、李伊琪、吳書瑤、曾雅寧
- ADR錄音：李伊琪
- 製作聯絡：李伊琪
- 杜比混音錄音室：聲色盒子有限公司
- 杜比光學：聲色盒子有限公司
- 後期沖印：台北影業股份有限公司
- 後期特效：鄭智洪
- 對白字幕：涂茂松
- 英文字幕：王保權

## 公益活動
在香港上映期間，曙光影視發行公司與慈善機構龍耳合作舉辦一連串的公益活動。

宣揚「聾健共融」的理念
為發展公眾教育及推廣活動，曙光與龍耳在香港舉辦了電影《聽說》慈善首映禮。在此次籌辦首映禮，邀請香港明星足球隊包括許志安及吳家樂與龍耳的聾人會員進行足球友誼賽，並得到勞工及福利局局長張建宗、影視明星曾志偉、羅慧娟及立法會議員梁耀宗及正言匯社張超雄等人的致函支持，亦得到多家媒體報導，向社會大眾推廣「聾健共融」的理念。

推廣手語
彭于晏及陳意涵在香港宣傳期間，龍耳派出手語導師協助下，拍攝一系列十集《手語教室》片段，於2009年11月每天早、午、晚時段，於亞洲電視平台上播放，希望藉此加強公眾對手語的認識。

## 軼事
在電影中飾演游泳隊員的其中一名演員朱宣潔，在2009年的聽奧50米步槍項目代表台灣進入前八強。

## 拍攝景點
- 燒臘店在捷運永安市場站附近。
- 觀察水鳥在關渡自然公園。

## 外部連結
- （中文）《聽說》官方網站
- （中文）聽說的Facebook專頁
- Yahoo奇摩電影上《聽說》的資料（繁體中文）
- 開眼電影網上《聽說》的資料（繁體中文）
- 豆瓣电影上《聽說》的資料 （简体中文）
- 时光网上《聽說》的資料（简体中文）
- 爛番茄上《聽說》的資料（英文）
- 香港影庫上《聽說》的資料（繁體中文）
- 互联网电影数据库（IMDb）上《聽說》的资料（英文）